# Richard Olney
Richard Olney (Oxford, 15 settembre 1835 – Boston, 8 aprile 1917) è stato un politico statunitense.

## Biografia
Fu il trentaquattresimo segretario di Stato degli Stati Uniti sotto il presidente degli Stati Uniti d'America Grover Cleveland (24º presidente). Nato ad Oxford nello Stato del Massachusetts studiò nella Brown University per poi specializzarsi nella Harvard Law School; nel 1861 sposò Agnes Park Thomas. Egli è stato anche il 41º procuratore generale degli Stati Uniti.
Nel 1894 i tagli ai salari della Pullman Palace Car Company, portarono ad uno sciopero che portò rapidamente al fermo dell'industria ferroviaria della nazione. Richard Olney, che fra l'altro era un ex avvocato dell'industria ferroviaria, sostituì tremila uomini nel tentativo di tenere aperte le ferrovie. A questo fece seguito un'ingiunzione della corte federale contro l'interferenza dei sindacati con le operazioni dei treni. Al rifiuto dei lavoratori si inviarono le truppe federali finendo per spezzare lo sciopero.